# Fernsehturm Stuttgart

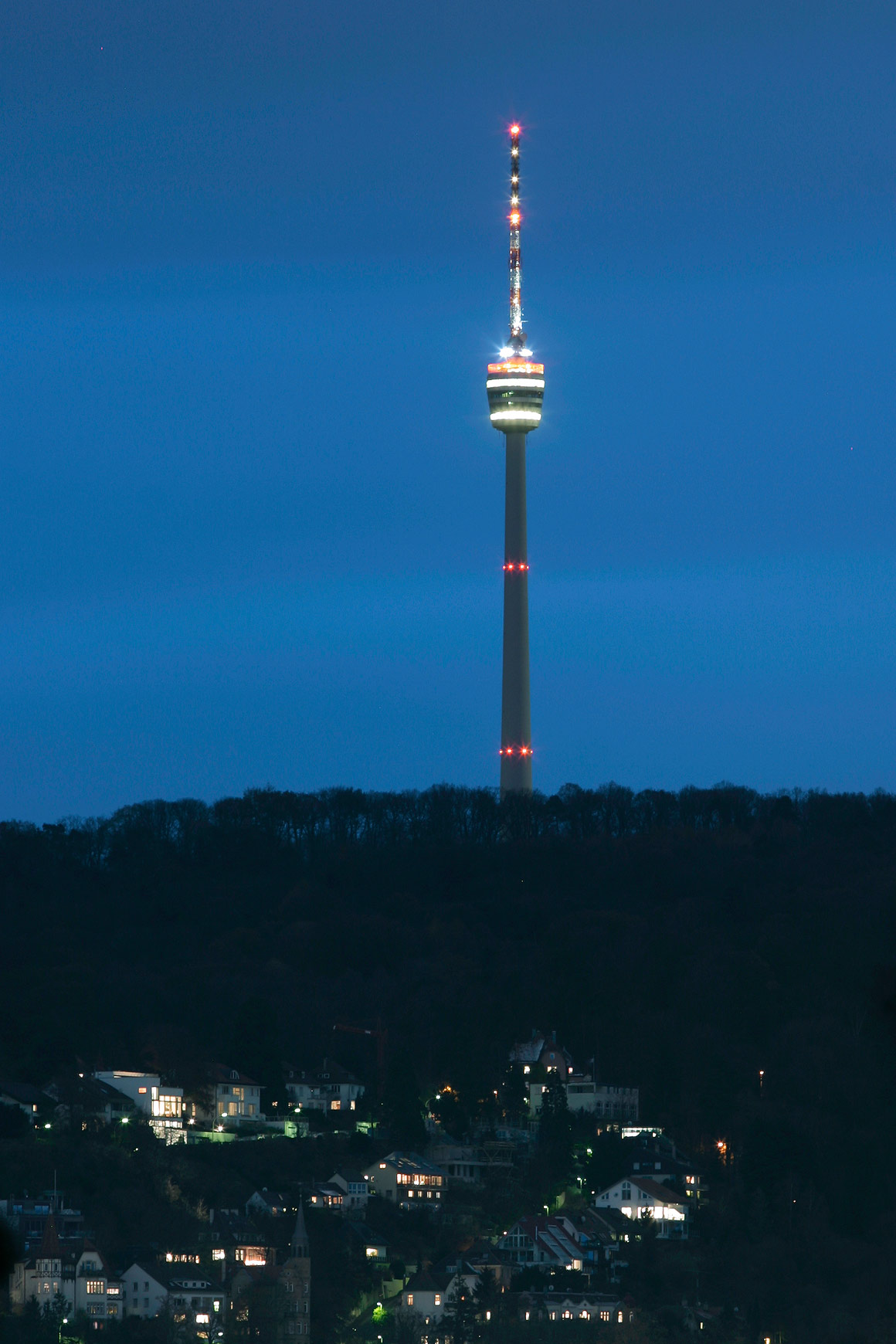
Fernsehturm Stuttgart

Fernsehturm Stuttgart (Stuttgarter Fernsehturm) är ett betongtorn i Stuttgart för TV och UKV-ljudradio. Tornet uppfördes på den 483 m höga åsen Bopser med början 1954–07–10 och stod klart efter 20 månaders byggtid. Invigningen ägde rum 1956–02–05.
Tornet är på många sätt en banbrytande konstruktion av ingenjör Fritz Leonhardt. Ansvarig för det utseendemässiga och tomten kring tornfoten är arkitekten Erwin Heinle. För tornets inredning svarade Herta M Witzelmann.
Tornet var från början 211 m högt inklusive tornspiran, som efter modifiering 1965 ökades till 218 m. Spiran är en kvadratisk fackverkkonstruktion. Vid spirans fot sitter paraboloid-antenner för radiolänkar.
Längs hela tornets insida finns trappor för nödutrymning, uppskattningsvis över 1 000 trappsteg. Trappor finns även mellan de två utsiktsbalkongerna och mellan de fyra våningsplanen i tornkorgen.
I tornet finns förutom teknisk utrustning ett kafé samt två utsiktsbalkonger, varifrån man har en fin utsikt över bland annat Stuttgart och Schwarzwald.
"Korgen" vid tornets topp har fyra våningar. I den avsmalnande delen under nedersta våningen finns fläktrum för kylluft till radiosändarna.
På plan 1 är radiosändare för TV och ljudradio placerade.
Plan 2 innehåller kaféköket, toaletter och klimatanläggning som automatiskt dragfritt anpassar temperaturen till behaglig svalka på sommaren och värme på vintern. "Begagnad" luft sugs likaledes dragfritt bort.
Plan 3 och 4 är kaféet med den undre våningen 144 m över mark, och den övre 147 m. 
Alla 4 planen har fönster runt om med aluminiumbågar och 3 mm glas.
Den undre utsiktsbalkongen med 15 m diameter ligger 150 m och den övre, något mindre, våningen 154,4 m över mark.
Ovanför övre utsiktsbalkongen finns hissmaskinrum och utgång till tornspiran.
Inuti tornet innanför övre utsiktsbalkongen finns en vattentank.
Hissen med 16 personers kapacitet har hastigheten 4,2 m/s. Uppfärd och nedfärd tar vardera 48 sekunder.
Maximalt antal personer på övre utsiktsbalkongen är 130 personer, och på den undre 300 personer.
På kaféets båda våningar får finnas vardera max 100 personer.
Utrymmena får inte samtidigt besökas av det maxantal personer som gäller för vart och ett för sig, utan totalt tillåts högst 600 besökare.
Fram till 1963 hade tornet haft ca 6 miljoner besökare.

## Konstruktion

### Fundamentet

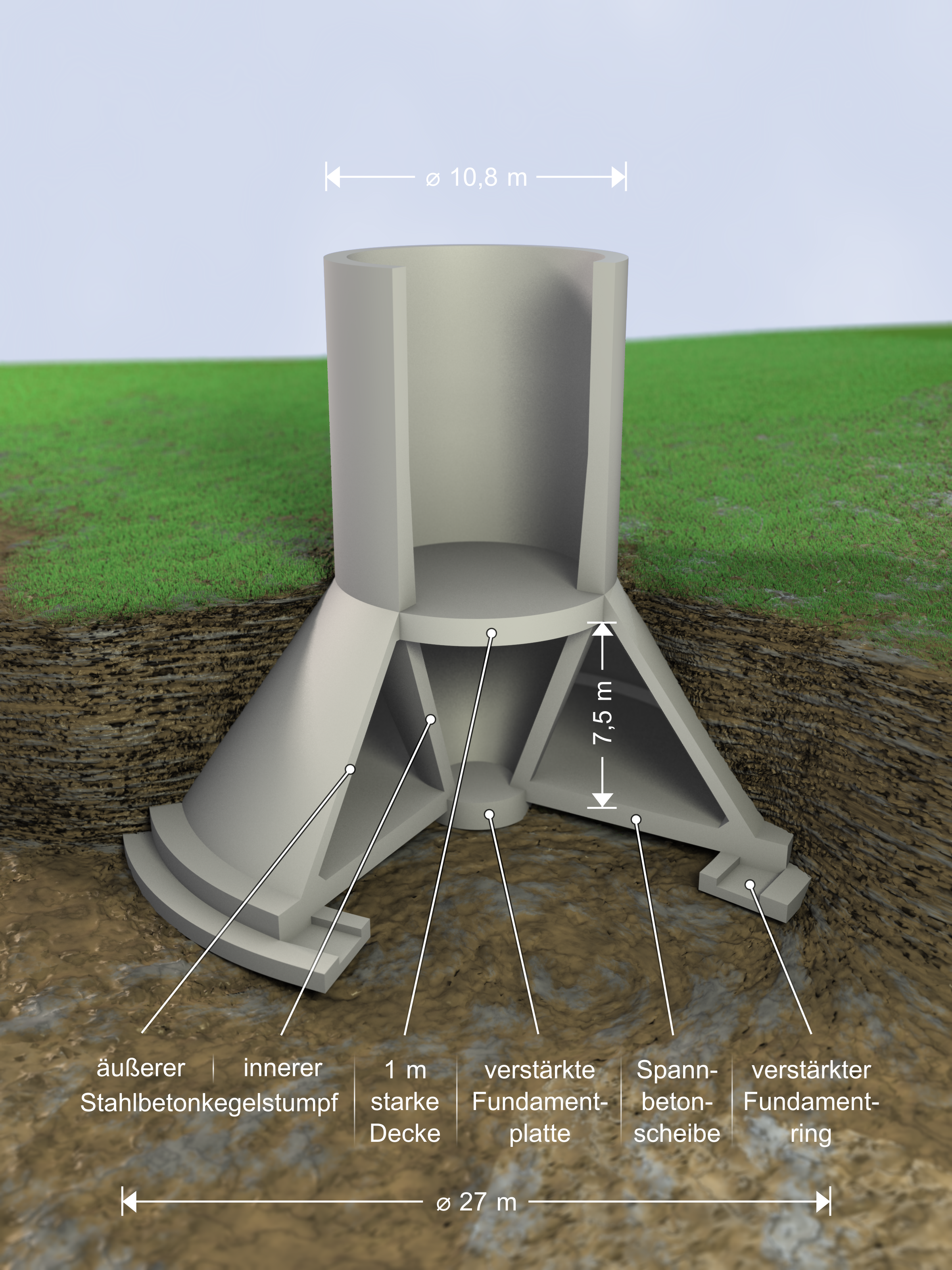
Principskiss för fundamentet

8 m under mark är en cirkelformad ring med 30 m diameter och bredd 3,5 m nergrävd. Ringens insida är förenad med en skiva i förspänd betong vars armeringstrådar är 8 cm tjocka. Det hela liknar principen för uppbyggnaden av ett cykelhjul. Det finns 28 sådana "ekrar" i knippen om 4, tillsammans alltså 112 spända armeringstrådar. Ekercentrum är förstärkt med en cirkelrund betongplatta.
Mot centrumplattan är en 7,5 m hög ihålig kon med spetsen neråt fastgjuten. Dess huvuduppgift är att bära tornets tyngd. Koncentriskt kring denna kon finns en yttre, ihålig stympad cirkulär kon kon med den 27 m vida basen nedåt.

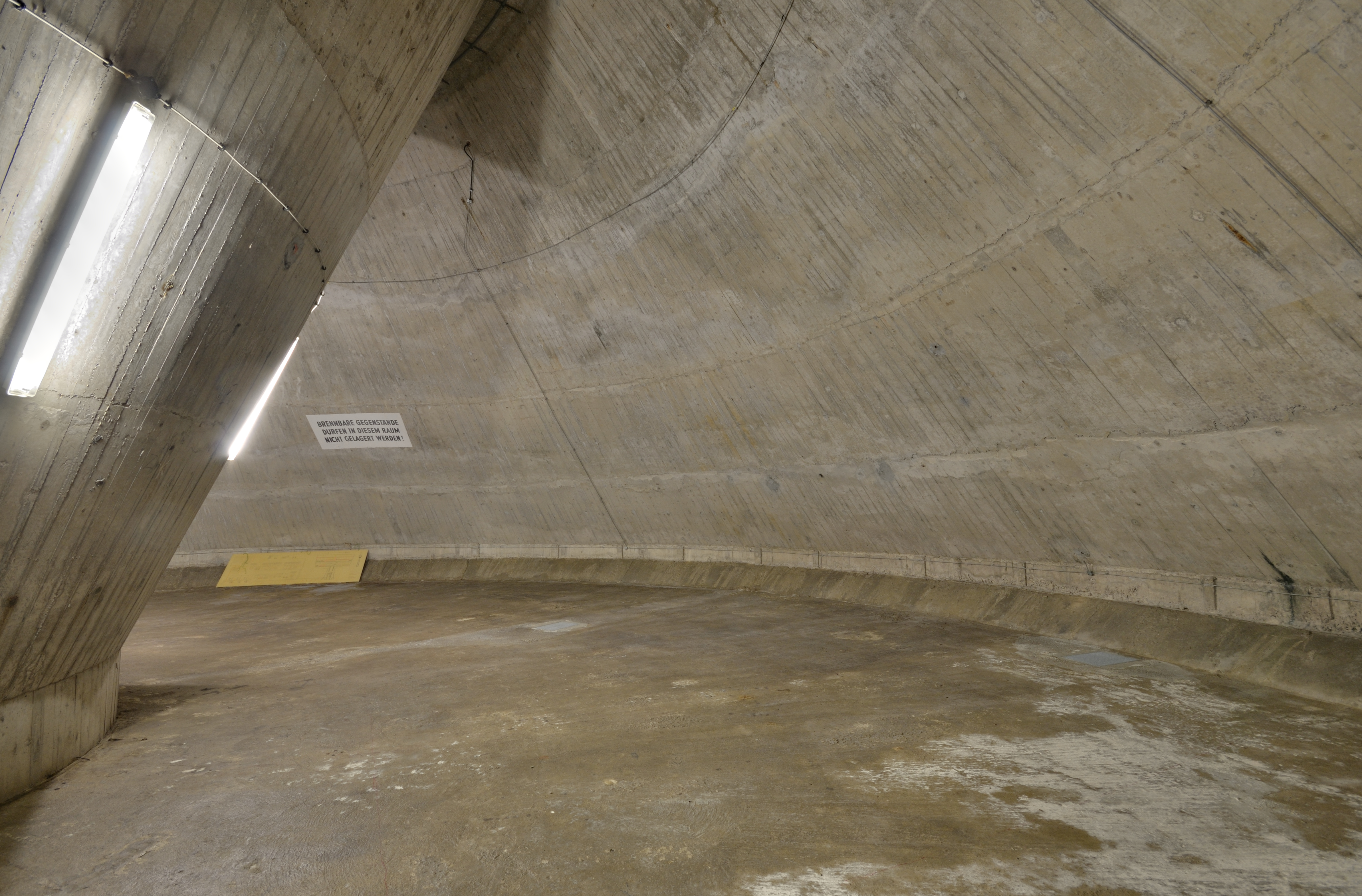
Hålrummet mellan konerna.
Utsidan på den lilla konen skymtar till vänster.
Väggen rakt fram är insidan på den stora konen.

Den yttre, stora konens bas är sammangjuten med bottenringen. Den övre delen av de två konerna är förenade med ett 1 m tjockt lock, som har två öppningar för hisschakt.
Den yttre konens huvuduppgift är att hindra tornet från att välta, men den hjälper även i någon mån den inre konen att uppbära tornets tyngd. Alltsammans hålls på plats genom tyngden av välpackade fyllnadsmassor kring den yttre konen.
Fundamentet väger 1 500 ton, fyllmassan 3 000 ton.

### Ovan mark

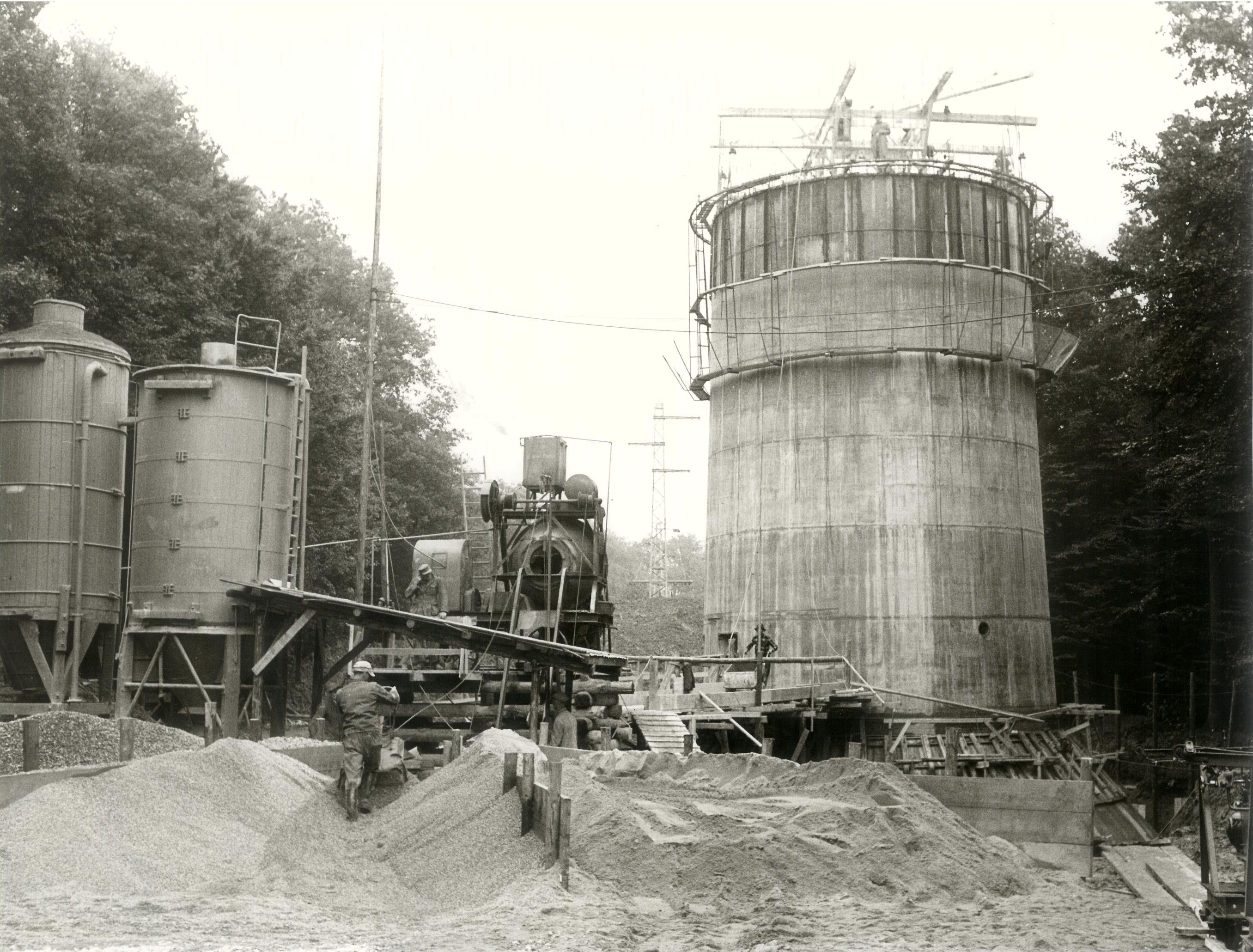
1954–10–12 var fundamentet klart, och tornet hade kommit så här långt

Ovanpå fundamentets lock börjar själva tornet som ett cirkulärt rör med 80 cm väggtjocklek. Vid markytan finns två 1,2 m breda ingångar, den ena leder utifrån till en reception med kassa; den andra ansluter till markbyggnader med restaurang, samlingsrum, kontorsutrymmen, en TV-studio och verkstäder m m.
Tornröret börjar med ytterdiameter 10,8 m och väggtjocklek 80 cm och avsmalnar koniskt med höjden, och i takt därmed minskas väggtjockleken. 10 m över mark är väggtjockleken 30 cm och på kafé-nivån har vidden gått ner till 5,04 m och väggtjockleken är där bara19 cm.
Den del av tornet som befinner sig ovan mark väger 3 000 ton.

## Materialåtgång
För byggande av tornet har det gått åt bl.a.
- 1 430 ton cement
- 5 250 m3 grus och sand
- 340 ton armeringsstål
- 680 m3 trä
- 55 000 st klinker
- 85 000 tegelstenar

## Säkerhet
Tornet tål vindstyrkor upp till 47 m/s, och svajar då 30 cm vid toppen själva tornet med en svängning på 5 à 6 sekunder. Tornspirans topp svajar då upp till 1,5 m.
De täckta utrymmena bildar en faraday-bur, och det är ofarligt att vistas där vid åskväder. Däremot är det inte tillrådligt att vistas på utsiktsbalkongerna när åskan går.
Flyghindervarning ges med tre roterande varningsstrålkastare med vitt ljus belägna 3 m över översta utsiktsbalkongen. De kan fjärrstyras från den närbelägna flygplatsen Stuttgart-Echterdingen, men kan även manövreras lokalt inom tornet. Det finns dessutom på flera nivåer både vita och röda, fasta hinderljus på såväl toppspiran som på själva tornet.
Utanför fönstren finns anordningar för en rörlig arbetsplattform för fönsterputsare, som själv kan manövrera den, så att alla fönster nås.